# James Franco

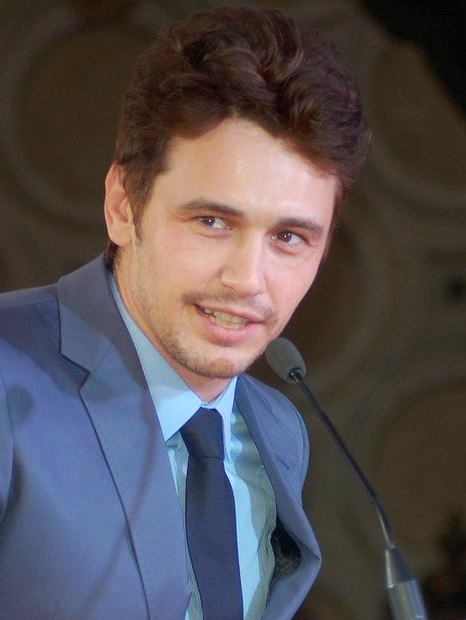
James Franco im März 2013

James Edward Franco (* 19. April 1978 in Palo Alto, Kalifornien) ist ein US-amerikanischer Schauspieler, Regisseur, Drehbuchautor und Filmproduzent. Als Darsteller gewann er u. a. zwei Golden Globe Awards (2002 für den Fernsehfilm James Dean, 2018 für die Kinoproduktion The Disaster Artist) und war für seine Rolle in 127 Hours (2010) für einen Oscar als bester Schauspieler nominiert.

## Biografie

### Anfänge, Ausbildung, Privates
James Edward Franco wurde 1978 als der erste von drei Söhnen von Betsy Levine Verne und Doug Franco geboren. Seine Mutter stammt aus einer Familie russisch-jüdischer Einwanderer und sein Vater hat portugiesische und schwedische Vorfahren; sie lernten sich an der Stanford University kennen. Seine Mutter schreibt Kinderbücher und Romane und spielt seit den 2010ern gelegentlich in TV- und Kinofilmen. Sein Vater studierte nach Stanford noch in Harvard und war Unternehmer in Palo Alto. Zusammen mit seinen beiden Brüdern, Tom und Dave, wuchs James Franco in Palo Alto, Kalifornien, auf. Er schrieb sich 1996 an der University of California in Los Angeles (UCLA) ein, um Englisch zu studieren. Nebenbei belegte er Schauspielkurse. Er gab das Studium nach einem Jahr auf, entschloss sich, Schauspieler zu werden, und nahm fortan am Playhouse West von Robert Carnegie Schauspielunterricht. Im Herbst 2006 schrieb er sich – mit Schwerpunkt auf Kreativem Schreiben – wieder an der UCLA ein, an der er im Juni 2008 mit einem amerikanischen Notendurchschnitt von 3,5 von zu erreichenden 4,0 einen Bachelor of Arts erwarb. Seine von Mona Simpson betreute Abschlussarbeit war ein Roman.
Nach einem Umzug nach New York war Franco gleichzeitig Student an der Columbia University und der New York University sowie am Brooklyn College eingeschrieben. An der Columbia machte er 2010 seinen Master of Fine Arts.
Franco widmet sich neben seiner Arbeit als Schauspieler und Regisseur der Malerei. Außerdem veröffentlichte er 2010 eine Sammlung von Kurzgeschichten mit dem Titel Palo Alto: Stories. Einige dieser Kurzgeschichten waren die Grundlage von Gia Coppolas Film Palo Alto von 2013, in dem Franco auch eine Rolle innehatte.

### Laufbahn als Schauspieler

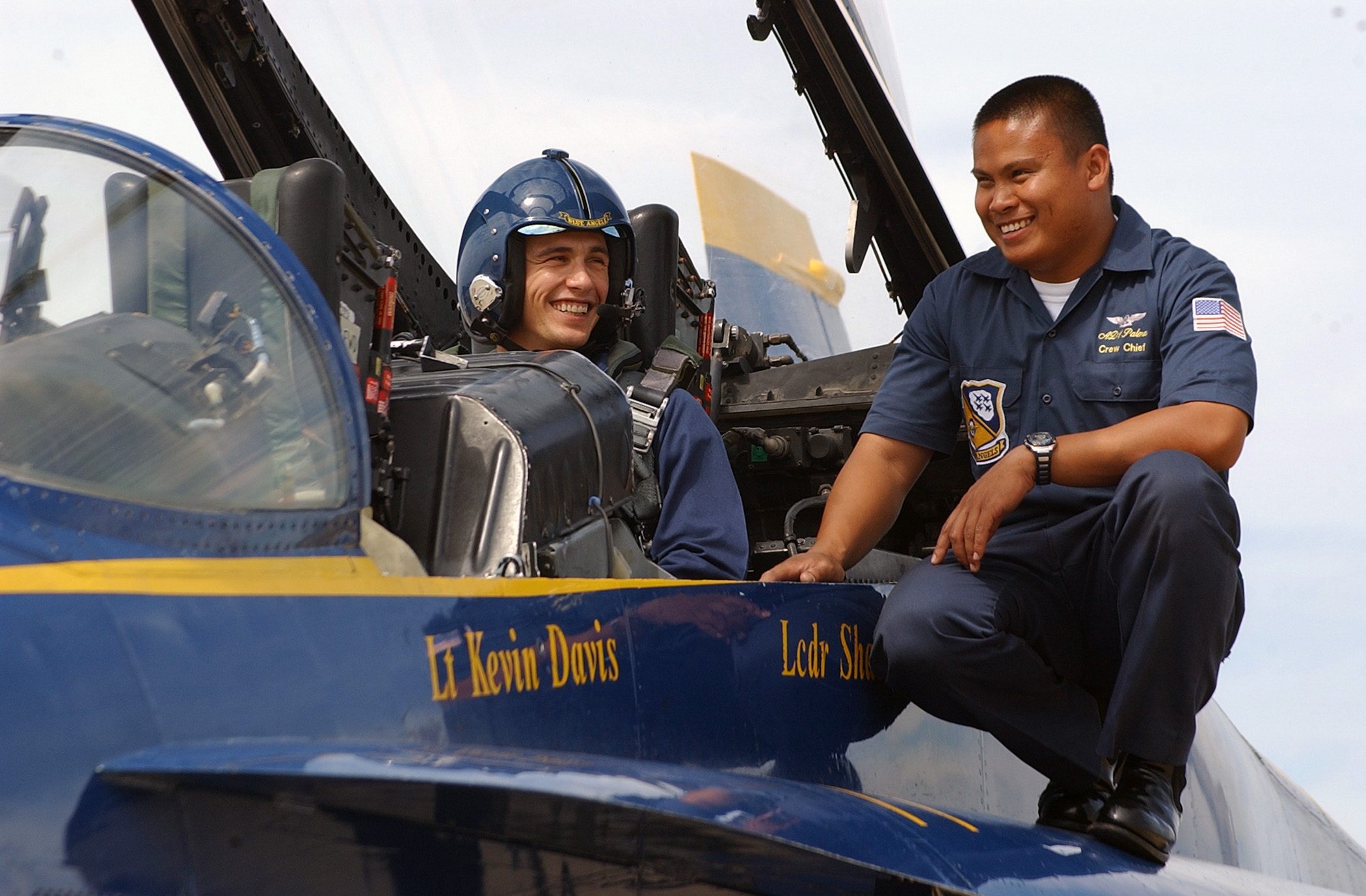
Franco (links) in einem Flugzeug der Blue Angels (2006)

Franco spielte 1999 in dem Fernsehmehrteiler Tage voller Blut – Die Bestie von Dallas, in dem drei Generationen von Polizisten versuchen, den gefährlichsten Serienkiller Texas’ zu stellen, eine erste Nebenrolle. Darauf folgte, an der Seite von Drew Barrymore, Michael Vartan und David Arquette, eine Nebenrolle in Raja Gosnells romantischer Komödie Ungeküsst. Den ersten großen Erfolg hatte er im gleichen Jahr mit seiner Rolle in der Fernsehserie Voll daneben, voll im Leben.
Im Jahr 2000 gab er in If Tomorrow Comes mit seiner ersten Hauptrolle sein Kinodebüt. In dem Thriller von Garrit Steenhagen verliert ein junger Mann sich in der Suche nach seiner Mutter, die er niemals kennengelernt hat, und seinem Vater, einem Kleinkriminellen. Es folgte Hoffnungslos verliebt von David Raynr und der Fernsehfilm At Any Coast, in dem zwei Brüder beschließen, in Los Angeles eine Rockband zu gründen.
Franco wurde für die Hauptrolle in Mark Rydells biografischem Fernsehfilm James Dean gecastet. Mit der Rolle des Schauspielers, der mit nur drei Filmen und seinem frühen Tod im Jahr 1955 zu einer Ikone wurde, hatte Franco großen Erfolg – u. a. 2002 einen Golden Globe Award sowie eine Nominierung für einen Emmy und einen Screen Actors Guild Award. Die Arbeit war für Franco ein prägendes Erlebnis: „James Dean zu porträtieren war unglaublich“; „Ich war zuerst besorgt, als ich an das Projekt heranging, aber ich fühlte, dass ich seine Tiefe gut würde schildern können.“
2002 wurde er für Sam Raimis Comic-Verfilmung Spider-Man verpflichtet. Er hatte ursprünglich für die Hauptrolle des Peter Parker/Spider-Man vorgesprochen, wurde letzten Endes aber für den Part des Harry Osborne ausgewählt, da Tobey Maguire die Hauptrolle erhielt. Er spielte den Sohn eines vermögenden Unternehmers, der nach einem Unfall in einem Laboratorium zum Bösewicht mutiert. Der Film startete in den USA zur selben Zeit wie Scott Kalverts Actionfilm Deuces Wild – Wild in den Straßen, in dem Franco in einer Nebenrolle an der Seite von Brad Renfro und Stephen Dorff spielte. Es folgte das Krimi-Drama City by the Sea, für den er durch Hauptdarsteller Robert De Niro verpflichtet wurde. Für die Independent-Produktion errang Franco 2003 eine Nominierung als bester Nebendarsteller bei den Chlotrudis Awards. Er spielte in dem Kurzfilm The Car Kid neben Meat Loaf sowie an der Seite von Neve Campbell und Malcolm McDowell eine Nebenrolle in Robert Altmans Drama The Company – Das Ensemble.
2004 folgte erneut unter der Regie Sam Raimis Spider-Man 2. Hier wurde die Figur Harry Osbornes weiter ausgebaut. Dieser gibt Spider-Man die Schuld am Tod seines Vaters und versucht, sich durch Intrigen an ihm zu rächen. Auch dieser Film war weltweit erfolgreich und wurde 2005 mit einem Oscar ausgezeichnet. Franco arbeitete bis 2007 an sieben Filmprojekten – darunter John Dahls Kriegsdrama The Great Raid – Tag der Befreiung und Spider-Man 3.
Nach der Hauptrolle in Kevin Reynolds’ Tristan & Isolde (2006) und in Paul Haggis’ Oscar-nominiertem Drama Im Tal von Elah  folgte die Komödie Ananas Express, in der er die Rolle des Drogendealers Saul spielt, mit dem es ihm laut Film-Dienst gelang, sein Bild in der Öffentlichkeit grundsätzlich zu verwandeln. In Gus Van Sants Filmbiografie Milk war er als Liebhaber von Sean Penn zu sehen, der mit Harvey Milk den ersten offen schwul lebenden US-Politiker darstellte. Die beiden Rollen brachten Franco unter anderem eine weitere Golden-Globe-Nominierung als bester Hauptdarsteller in einer Komödie bzw. in einem Musical sowie den Independent Spirit Award ein. 2009 wurde er an der Harvard University mit dem Hasty Pudding Award als „Mann des Jahres“ (Man of the Year) geehrt.
Auf der Berlinale 2010 stellte Franco den Film Howl – Das Geheul vor, in dem er unter der Regie von Rob Epstein und Jeffrey Friedman den Dichter Allen Ginsberg verkörpert. Im selben Jahr spielte er unter der Regie von Danny Boyle in 127 Hours. In dem Drama porträtiert er den Bergsteiger Aron Ralston, der 2003 bei einer Canyon-Wanderung in Utah verunglückte und nur überlebte, weil er sich selbst einen Arm amputierte. Franco erreichte durch seine Darstellung 2011 erneut eine Golden-Globe-Nominierung, gewann den Independent Spirit Award sowie seine erste Oscar-Nominierung. Im selben Jahr moderierte er gemeinsam mit Anne Hathaway die 83. Oscarverleihung.
In der HBO-Fernsehserie The Deuce war Franco in einer Doppelrolle zu sehen.
Am 7. März 2013 erhielt Franco in einer Zeremonie den 2492. Stern auf dem Hollywood Walk of Fame, in der Kategorie Film. 2014 trat Franco am Broadway im von Anna D. Shapiro inszenierten Theaterstück Of Mice and Men auf. In der deutschen Synchronisation wird er meistens von Marcel Collé oder Kim Hasper gesprochen.

### Tätigkeit als Regisseur
Franco lieferte mit seiner Filmproduktionsfirma Rabbit Bandini Production 2004 die Komödie The Ape – Auf diesem Planeten laust dich der Affe …, bei der er Regie führte und für die er gemeinsam mit Merriwether Williams auch das Drehbuch schrieb. In The Ape – Auf diesem Planeten laust dich der Affe … spielte er auch die Hauptrolle – Harry Walker, einen jungen Schriftsteller, der in seiner Wohnung plötzlich auf einen Gorilla im Hawaiihemd trifft, der meint, mit Harry seine Ansichten über das Leben, über die Liebe und über animalischen Magnetismus teilen zu müssen. Dem auf 1000 US-Dollar Produktionskosten geschätzten Film war nur wenig Erfolg beschieden.
James Franco führte 2005 wieder Regie und produzierte die Komödie Fool’s Gold, für die er erneut mit Merriwether Williams das Drehbuch verfasste und auch die Hauptrolle übernahm.
2010 stellte er auf der Berlinale zwei unter eigener Regie entstandene Kurzfilme mit homosexueller Thematik, The Feast of Stephen und Herbert White, vor.
Franco betrachtet seine Arbeit als Regisseur als Nebentätigkeit und wird mit den Worten zitiert: „Das [die Arbeit als Regisseur] ist nur eine Art Spaß“; „Sie [die Filme] basieren auf Stücken, die ich mit einem Freund geschrieben habe, und ich benutze Leute aus der Theatergruppe, die in dem Stück mitspielten, das ist ein Interesse, das ich langsam entwickle.“
In den Jahren 2011 und 2012 produzierte Franco die Filme Idaho und My Own Private River, die beide auf dem Film My Private Idaho von Gus van Sant basieren, einem Film, den Franco als seine größte Inspirationsquelle seines filmischen Schaffens bezeichnet.

### Andere künstlerische Aktivitäten
Des Weiteren ist Franco auch als bildender Künstler tätig. Im Juni 2010 wurde seine erste Solo-Ausstellung in der New Yorker Clocktower Gallery eröffnet. Es folgten weitere Ausstellungen, unter anderem im MoMA PS1, wo 2011 eine Kollaboration zwischen ihm und dem ähnlich vielseitig begabten Gus Van Sant gezeigt wurde, und 2013 im Rahmen des Peres Projects in Berlin, das eine weitere Solo-Ausstellung mit dem Titel Gay Town zeigte. In seinen künstlerischen Arbeiten beschäftigt sich Franco unter anderem mit Fragen der Männlichkeit, Homophobie (mit der er wegen seiner homosexuellen Rollen selbst häufig konfrontiert wurde), aber auch mit Hollywood, der Filmindustrie und seiner eigenen Berühmtheit. Während der Dreharbeiten zum 3D-Spielfilm Every Thing Will Be Fine (2015), bei dem Franco die männliche Hauptrolle spielt, schuf Donata Wenders die Filminstallation „James Reading – Reading James“, bestehend aus Photographien und Film, die unter anderem 2016 im Weserburg Museum für moderne Kunst in Bremen zu sehen war.

### Kontroverse bezüglich sexueller Nötigung
Nachdem zwei Bekannte Francos diesen 2019 mit dem Vorwurf der sexuellen Nötigung auf Schadensersatz verklagt hatten, stimmte Franco 2021 einer Zahlung von 2,2 Millionen US-Dollar zu, um diese Klage beizulegen. Die beiden hatten Franco in ihrer Zivilklage vorgeworfen, er habe sie und andere junge Frauen in seiner Schauspielschule dazu gedrängt, nackt vorzuspielen oder Sexszenen zu drehen. Für einen Masterkurs zu Sexszenen hätten sie 750 Dollar bezahlen und nackt oder teilweise nackt vorsprechen müssen. 
Eine der Klägerinnen erhielt nach jenem Masterkurs eigenen Angaben zufolge eine Rolle an einem Filmprojekt, bei dem Franco an einer Orgie beteiligt gewesen sei. Sie warf ihm vor, dabei einen Plastikschutz von Schauspielerinnen entfernt zu haben, mit denen diese während gespielter Oralsexszenen ihren Intimbereich bedeckt hätten. Ende des Jahres 2021 erzählte er, ruhm- und sexsüchtig gewesen zu sein und diese Abhängigkeiten genauso überwunden zu haben, wie zuvor seine Alkoholkrankheit als Teenager. Er erklärte, kein Unrechtsbewusstsein gegenüber einvernehmlichem Geschlechtsverkehr in Abhängigkeitsverhältnissen gehabt zu haben und Machtdynamiken und Gefühle anderer nicht wahrgenommen zu haben.

## Filmografie

### Schauspieler (Auswahl)
- 1997: Pacific Blue – Die Strandpolizei (Pacific Blue, Fernsehserie)
- 1998: 1973 (Fernsehkurzfilm)
- 1999: Tage voller Blut – Die Bestie von Dallas (To Serve and Protect, Fernsehfilm)
- 1999: Profiler (Fernsehserie, 1 Folge)
- 1999: Ungeküsst (Never Been Kissed)
- 1999–2000: Voll daneben, voll im Leben (Freaks and Geeks, Fernsehserie, 18 Folgen)
- 2000: If Tomorrow Comes
- 2000: Hoffnungslos verliebt (Whatever It Takes)
- 2000: At Any Coast (Fernsehfilm)
- 2001: Akte X – Die unheimlichen Fälle des FBI (The X-Files, Fernsehserie, 1 Folge)
- 2001: Some Body
- 2001: Mean People Suck (Kurzfilm)
- 2001: James Dean (Fernsehfilm)
- 2002: Spider-Man
- 2002: Deuces Wild – Wild in den Straßen (Deuces Wild)
- 2002: The Car Kid (Kurzfilm)
- 2002: You Always Stalk the Ones You Love
- 2002: Mother Ghost
- 2002: Blind Spot
- 2002: Sonny
- 2002: City by the Sea
- 2003: The Company – Das Ensemble (The Company)
- 2004: Spider-Man 2
- 2005: The Ape – Auf diesem Planeten laust dich der Affe … (The Ape)
- 2005: The Great Raid – Tag der Befreiung (The Great Raid)
- 2005: Fool’s Gold
- 2006: Tristan & Isolde
- 2006: Annapolis – Kampf um Anerkennung (Annapolis)
- 2006: The Wicker Man
- 2006: Flyboys – Helden der Lüfte (Flyboys)
- 2006: Grasshopper (Kurzfilm)
- 2006: Dead Girl (The Dead Girl)
- 2006: Liebe braucht keine Ferien (The Holiday)
- 2007: Spider-Man 3
- 2007: Beim ersten Mal (Knocked Up)
- 2007: Im Tal von Elah (In the Valley of Elah)
- 2007: Finishing the Game
- 2007: An American Crime
- 2007: Interview (Stimme)
- 2007: Good Time Max
- 2008: Camille
- 2008: Ananas Express (Pineapple Express)
- 2008: Das Lächeln der Sterne (Nights in Rodanthe)
- 2008: Milk
- 2009–2012: General Hospital (Fernsehserie)
- 2010: 30 Rock (Fernsehserie)
- 2010: Howl – Das Geheul (Howl)
- 2010: Date Night – Gangster für eine Nacht (Date Night)
- 2010: Shadows and Lies
- 2010: Masculinity & Me (Kurzfilm)
- 2010: Eat Pray Love
- 2010: Liebe oder lieber doch nicht (Love & Distrust)
- 2010: 127 Hours
- 2011: The Green Hornet
- 2011: Your Highness
- 2011: The Broken Tower
- 2011: Planet der Affen: Prevolution (Rise of the Planet of the Apes)
- 2011: Sal
- 2011: Rebel (Kurzfilm)
- 2012: Cherry – Dunkle Geheimnisse (About Cherry)
- 2012: Rebel Dabble Babble (Kurzfilm)
- 2012: FCU: Fact Checkers Unit (Fernsehserie)
- 2012: Maladies
- 2012: The Iceman
- 2012: Spring Breakers
- 2012: The Letter
- 2012: Hollywood Heights (Fernsehserie)
- 2012: The Color of Time
- 2013: Interior. Leather Bar.
- 2013: Lovelace
- 2013: Die fantastische Welt von Oz (Oz the Great and Powerful)
- 2013: As I Lay Dying
- 2013: Das ist das Ende (This Is the End)
- 2013: Palo Alto
- 2013: Child of God
- 2013: Dritte Person (Third Person)
- 2013: The Mindy Project (Fernsehserie, 2 Folgen)
- 2013: The Roast of James Franco
- 2013: Homefront
- 2013: Kink (Dokumentation)
- 2013: Richard Peter Johnson
- 2014: Memoria
- 2014: Veronica Mars (Cameo)
- 2014: Obituaries (Kurzfilm)
- 2014: Planet der Affen: Revolution (Dawn of the Planet of the Apes)
- 2014: Good People
- 2014: The Sound and the Fury
- 2014: The Interview
- 2014: The Heyday of the Insensitive Bastards
- 2015: The Adderall Diaries
- 2015: Black Dog, Red Dog
- 2015: Don Quixote: The Ingenious Gentleman of La Mancha
- 2015: True Story – Spiel um Macht (True Story)
- 2015: Yosemite
- 2015: I am Michael
- 2015: Königin der Wüste (Queen of the Desert)
- 2015: Every Thing Will Be Fine
- 2015: Wild Horses
- 2015: Die Highligen Drei Könige (The Night Before)
- 2016: Angie Tribeca (Fernsehserie, 6 Folgen)
- 2016: 11.22.63 – Der Anschlag (11.22.63; Miniserie, 8 Folgen)
- 2016: Sausage Party – Es geht um die Wurst (Sausage Party, Stimme)
- 2016: The Fixer
- 2016: King Cobra
- 2016: Stürmische Ernte – In Dubious Battle (In Dubious Battle)
- 2016: Why Him?
- 2017: Alien: Covenant
- 2017: The Safe – Niemand wird verschont (The Vault)
- 2017: The Disaster Artist
- 2017–2019: The Deuce (Fernsehserie, 25 Folgen)
- 2018: Future World
- 2018: Kin
- 2018: The Ballad of Buster Scruggs
- 2019: Zeroville
- 2019: Arctic Justice: Thunder Squad (Arctic Dogs, Stimme)
- 2024: Largo Winch: Der Preis des Geldes (Largo Winch: Le prix de l'argent)
- 2024: Hey Joe

### Regisseur
- 2005: The Ape – Auf diesem Planeten laust dich der Affe … (The Ape)
- 2005: Fool’s Gold
- 2007: Good Time Max
- 2009: Herbert White
- 2009: The Feast of Stephen
- 2010: Saturday Night
- 2010: The Clerk’s Tale
- 2010: Masculinity & Me
- 2011: Rebel (Kurzfilm)
- 2011: The Broken Tower
- 2011: Sal
- 2012: Francophrenia (Or Don’t Kill Me, I Know Where the Baby Is) (Kurzfilm)
- 2012: My Own Private River
- 2013: As I Lay Dying
- 2013: Interior. Leather Bar.
- 2014: Child of God.
- 2014: The Sound and the Fury
- 2016: 11.22.63 – Der Anschlag (11.22.63, Fernsehserie, 2 Folgen)
- 2016: Stürmische Ernte – In Dubious Battle (In Dubious Battle)
- 2017: The Disaster Artist
- 2018: Future World
- 2019: Zeroville

### Drehbuchautor
- 2005: The Ape – Auf diesem Planeten laust dich der Affe … (The Ape)
- 2005: Fool’s Gold
- 2007: Good Time Max
- 2009: Herbert White
- 2009: The Feast of Stephen
- 2010: The Clerk’s Tale
- 2010: Masculinity & Me
- 2011: Rebel (Kurzfilm)
- 2011: The Broken Tower
- 2011: Sal
- 2013: As I Lay Dying
- 2014: Palo Alto

### Produzent
- 2005: The Ape – Auf diesem Planeten laust dich der Affe … (The Ape)
- 2011: The Broken Tower
- 2011: Undergrads: South (Dokumentar-Fernsehserie)
- 2013: kink (Dokumentarfilm)
- 2013: The Director (Dokumentarfilm über Frida Giannini)
- 2016: King Cobra
- 2016: Goat
- 2016: Stürmische Ernte – In Dubious Battle (In Dubious Battle)
- 2017: The Disaster Artist
- 2018: Future World

## Schriftstellerische Tätigkeit
- 2011: Palo Alto: Stories. Scribner, 2011. ISBN 978-1-4391-6314-6. deutsch: Palo Alto: Stories. Eichborn, 2012. ISBN 978-3-8479-0009-2 (gebundene Ausgabe); ISBN 978-3-8387-1765-4 (E-Book bei Lübbe digital)
- 2014: A California Childhood, ISBN 978-1-60887-393-7
- 2014: Actors Anonymous. Faber and Faber Ltd. ISBN 0-571-31170-9.  deutsch: Manifest der Anonymen Schauspieler. Eichborn Verlag ISBN 978-3-8479-0567-7

- 2014: Directing Herbert White. Poems ISBN 978-1-55597-673-6.

## Auszeichnungen

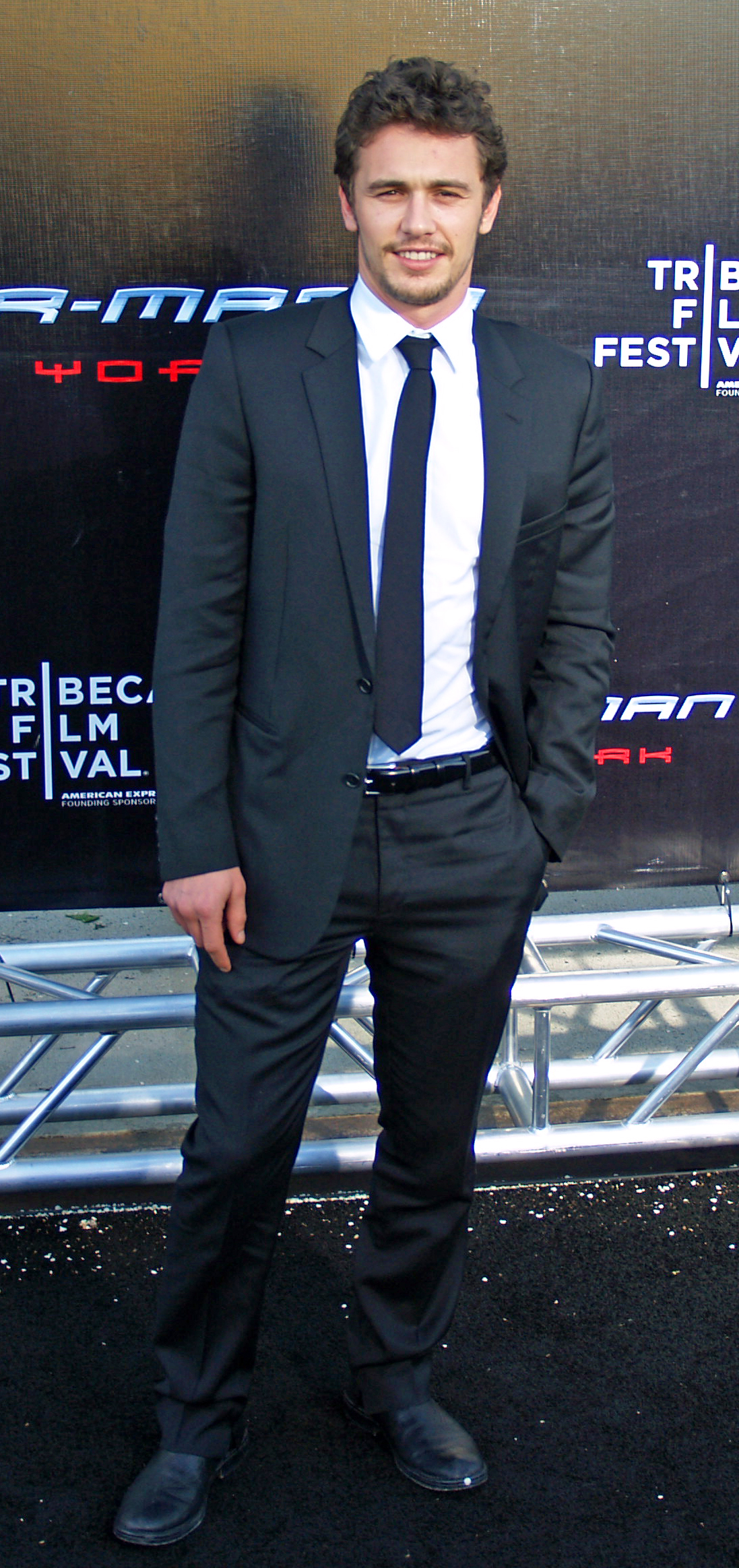
James Franco auf der Premiere von Spider-Man 3 in New York am 30. April 2007

### Gewonnene Preise
Golden Globe Award
- 2002: Bester Darsteller in einem TV-Mehrteiler oder Fernsehfilm für James Dean
- 2018: Bester Hauptdarsteller – Komödie oder Musical für The Disaster Artist

Broadcast Film Critics Association Awards
- 2009: Bestes Schauspielensemble (gemeinsam mit unter anderem Sean Penn und Josh Brolin) (und nominiert als Bester Nebendarsteller für Milk)
- 2002: Bester Darsteller in einem Fernsehfilm für James Dean

Independent Spirit Awards
- 2009: Bester Nebendarsteller für Milk
- 2011: Bester Hauptdarsteller für 127 Hours

Hollywood Film Festival
- 2008: Hollywood Breakthrough Award als Actor of the Year

San Sebastián International Film Festival
- 2017: Bester Film für The Disaster Artist[20]

Teddy Award
- 2010: Bester Kurzfilm für The Feast of Stephen

### Nominierungen
Oscar
- 2011: nominiert als Bester Hauptdarsteller für 127 Hours

Emmy
- 2002: Bester Hauptdarsteller in einem TV-Mehrteiler oder Fernsehfilm für James Dean

BAFTA Award
- 2011: nominiert als Bester Hauptdarsteller für 127 Hours

Golden Globe Award
- 2011: nominiert als Bester Hauptdarsteller in einem Drama für 127 Hours
- 2009: nominiert als Bester Hauptdarsteller in einer Komödie oder Musical für Ananas Express

Broadcast Film Critics Association Awards
- 2009: nominiert als Bester Nebendarsteller für Milk (und Auszeichnung als Bestes Schauspielensemble (gemeinsam mit unter anderem Sean Penn und Josh Brolin))

Goldene Himbeere
- 2012: nominiert als Schlechtester Nebendarsteller für Your Highness
- 2020: nominiert als Schlechtester Schauspieler für Zeroville
- 2020: nominiert für die Schlechteste Regie für Zeroville

Gotham Award
- 2017: nominiert als Bester Schauspieler für The Disaster Artist[21]

Independent Spirit Award
- 2017: nominiert als Bester Hauptdarsteller für The Disaster Artist[22]

Chlotrudis Awards
- 2003: nominiert als Bester Nebendarsteller für City by the Sea

MTV Movie Awards
- 2009: nominiert in den Kategorien Bester Komödiendarsteller und Bester Filmkampf (gemeinsam mit Seth Rogen und Danny McBride) für Ananas Express
- 2009: nominiert in der Kategorie Bester Filmkuss für Milk
- 2008: nominiert in der Kategorie Bester Filmkampf (gemeinsam mit Tobey Maguire) für Spider-Man 3

Satellite Awards
- 2008: nominiert als Bester Nebendarsteller für Milk

Saturn Award
- 2008: nominiert als Bester Nebendarsteller für Spider-Man 3

Screen Actors Guild Awards
- 2009: nominiert in der Kategorie Bestes Schauspielensemble (gemeinsam mit unter anderem Sean Penn und Josh Brolin) für Milk
- 2002: nominiert als Bester Hauptdarsteller in einem TV-Mehrteiler oder Fernsehfilm für James Dean

Young Artist Awards
- 2000: nominiert als Bestes jugendliches Schauspielensemble in einer Fernsehserie für Voll daneben, voll im Leben (zusammen mit John Francis Daley, Sarah Hagan, Jarrett Lennon, Samm Levine, Seth Rogen, Jason Segel und Martin Starr)